# Johann Georg Rauhe
Johann Georg Rauhe (* 18. April 1739 in Naumburg; † 8. August 1791 in Naumburg) war Garnisonsschulmeister und ist als Geschichtsfälscher bekannt geworden.
Johann Georg besuchte das Domgymnasium in Naumburg und verließ dieses vorzeitig. Anschließend nahm er Lehrtätigkeiten in verschiedenen Orten der Umgebung auf. Er gründete in Naumburg eine kleine Schule, die aber nicht von Bestand war. Nachfolgend lehrte er in Kösen und schließlich als Garnisonskinderlehrer für die Kinder der Soldaten des 1. Bataillons des Infanterieregiments Prinz Xaver wieder in Naumburg (bis 1789).
Rauhe produzierte aus Geldnot Quellenwerke zur Naumburger Geschichte, die er frei erfand und an betuchte Bürger verkaufte. Er verwendete sein geschichtliches Wissen als Grundlage für die Fälschungen, die er dadurch versuchte glaubhafter zu machen, dass er sich auf ältere, bis dahin unbekannte Schriften berief, die jedoch nie existiert hatten. Am wichtigsten ist die im Stadtarchiv Naumburg befindliche „Taubesche Chronik“ (Fragmenta excepta ex archivis monasteriorum S. Georgii Mauritique a me Benedicto Taubio fratre ordinis Benedicti). Besonders hartnäckig hielt sich die von ihm geschilderte Belagerung von Naumburg durch die Hussiten und die dadurch geschaffene Kirschfestsage.
Den Naumburger Bischof Withego II. Hildbrandi ordnete er fälschlicherweise der thüringischen Adelsfamilie von Wolframsdorf zu, was bis in die moderne Literatur, z. B. auch bei Alfred Wendehorst, weitergetragen wurde. Als letzte Ruhestätte nannte er in der Taubeschen Chronik den Naumburger Dom, da aber keine Hinweise darauf deuten, muss die Begräbnisstätte unbekannt bleiben.

## Werke
Keine seiner erfundenen Chroniken wurden je gedruckt bis auf den Auszug Die Schwacheit über die Stärke, oder gründliche Nachricht von dem 1432 vor Naumburg sich gelagerten Heere der Hussiten unter ihrem Heerführer Procopio, und dem daher entstandenen Stadt Naumburgischen Schul- und Kirschfeste; alles aus sehr raren und seltenen Urkunden zusammengetragen. Weißenfels 1782 (online).